# Ceroplastes murrayi
Ceroplastes murrayi är en insektsart som beskrevs av Walter Wilson Froggatt 1919. Ceroplastes murrayi ingår i släktet Ceroplastes och familjen skålsköldlöss.
Artens utbredningsområde är Papua Nya Guinea. Inga underarter finns listade i Catalogue of Life.